# Округ Флаглер (Флорида)
Флаглер (енгл. Flagler County) је округ у америчкој савезној држави Флорида. По попису из 2010. године број становника је 95.696.

## Демографија
Према попису становништва из 2010. у округу је живело 95.696 становника, што је 45.864 (92,0%) становника више него 2000. године.
| Група             | 2000.          | 2010.          |
| Белци             | 41.636 (83,6%) | 72.860 (76,1%) |
| Афроамериканци    | 4.401 (8,8%)   | 10.884 (11,4%) |
| Азијати           | 583 (1,2%)     | 2.046 (2,1%)   |
| Хиспаноамериканци | 2.537 (5,1%)   | 8.251 (8,6%)   |
| Укупно            | 49.832         | 95.696         |